# John Sheridan
John Sheridan (Stretford, Inglaterra, 1 de outubro, 1964) é um treinador e ex-futebolista da Irlanda.

## Carreira
John Sheridan integrou a histórica Seleção Irlandesa de Futebol da Copa do Mundo de 1990. 